# Gentofte (stacja kolejowa)
Gentofte (duń. Gentofte Station) – stacja kolejowa w miejscowości Gentofte, w gminie Gentofte, w Regionie Stołecznym, w Danii.
Znajduje się na Nordbanen i jest obsługiwana przez pociągi S-tog linii B.

## Linie kolejowe
- Linia Nordbanen